# گروه غیرآبلی
گروه غیرآبلی (به انگلیسی: Non-abelian group) گروهی جبری است که دست‌کم دو عضو آن در عمل ضرب جابجاپذیر نباشند. به بیان دیگر، در گروه غیرآبلی، AB لزوماً برابر BA نیست. مثلاً ماتریس‌های مختلط معکوس‌پذیر {\displaystyle 3\times 3} تحت عمل ضرب ماتریسی تشکیل یک گروه غیرآبلی می‌دهند.